# Teen Beef/Tiger Meat
Teen Beef/Tiger Meat è un EP split tra i due gruppi ska punk statunitensi Goldfinger e Reel Big Fish, pubblicato nel 1996 da Mojo Records.
Ne sono state pubblicate due versioni, in vinile blu nel 1996 e in vinile rosso nel 2007.

## Tracce

### Reel Big Fish
1. Take on Me - 3:00
2. In the Pit - 2:25

### Goldfinger
1. Superman - 2:54
2. Up the Junction - 2:36

## Formazioni

### Goldfinger
- John Feldmann - voce, chitarra
- Charlie Paulson - chitarra
- Simon Williams - basso
- Darrin Pfeiffer - batteria

### Reel Big Fish
- Aaron Barrett - voce, chitarra
- Dan Regan - trombone, voce d'accompagnamento
- Scott Klopfenstein - tromba, chitarra, tastiere, voce d'accompagnamento
- Matt Wong - basso, voce d'accompagnamento
- Andrew Gonzales - batteria
- Grant Barry - trombone
- Tavis Werts - tromba